# São José da Bela Vista
São José da Bela Vista este un oraș în São Paulo (SP), Brazilia.